# Popperaneus gavensis
Espèce
Synonymes
- Wixia gavensis Camargo, 1950
- Wagneriana gavensis (Camargo, 1950)

Popperaneus gavensis est une espèce d'araignées aranéomorphes de la famille des Araneidae.

## Distribution
Cette espèce est endémique du Brésil. Elle se rencontre vers dans les États de Rio de Janeiro et de São Paulo.

## Description
Le mâle décrit par Levi en 1991 mesure 5,0 mm et la femelle 6,5 mm.

## Étymologie
Son nom d'espèce, composé de gav[ea] et du suffixe latin -ensis, « qui vit dans, qui habite », lui a été donné en référence au lieu de sa découverte, Gávea.

## Publication originale
- Camargo, 1950 : Contribuição ao estudo das aranhas brasileiras (Arachnida-Araneae): Três espécies novas e uma pouco conhecida. Papéis Avulsos do Departamento de Zoologia, Secretaria de Agricultura, Sao Paolo, vol. 9, p. 223-248.